# Phacelia glaberrima
Phacelia glaberrima là loài thực vật có hoa trong họ Mồ hôi. Loài này được (Torr. ex S. Watson) J.T. Howell miêu tả khoa học đầu tiên năm 1944.